# Karelī
Karelī är en ort i Indien.   Den ligger i distriktet Narsimhapur och delstaten Madhya Pradesh, i den centrala delen av landet, 700 km söder om huvudstaden New Delhi. Karelī ligger 365 meter över havet och antalet invånare är 27 808.
Terrängen runt Karelī är mycket platt. Runt Karelī är det ganska tätbefolkat, med 222 invånare per kvadratkilometer. Närmaste större samhälle är Narsimhapur, 12,8 km öster om Karelī. Trakten runt Karelī består till största delen av jordbruksmark.